# Ашраф Базнани

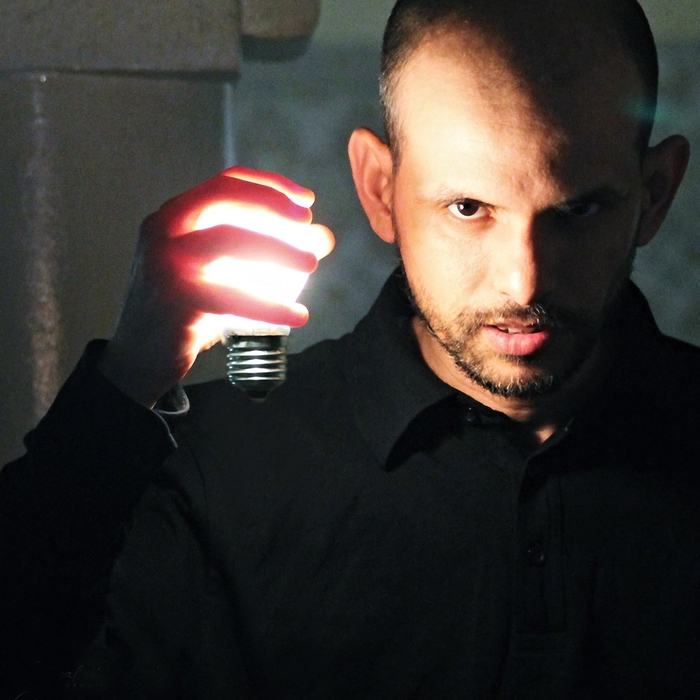
Ашраф Базнани

Ашраф Базнани (англ. Achraf Baznani) — марокканский художник, режиссёр и фотограф. Родился в Марракеше в 1979 году.

## Биография
Ашраф Базнани стал фотографировать случайно. В подростковом возрасте он получил на день рождения камеру EKTRA compact 250 и пристрастился к съёмкам. Базнани — фотограф-самоучка, он никогда не брал уроков фотографии. Также Базнани снял несколько короткометражных и документальных фильмов — это фильмы «On» («На») 2006 года, «Забытый» 2007 года и фильм «Иммигрант» в 2007 года, получивший несколько национальных и международных наград.
Базнани известен как один из первых художников из арабских стран, опубликовавшим фотокнигу, основанную на сюрреалистических образах. Оба издания, «Через мой объектив» и «Inside My Dreams», в которые автор демонстристрирует сюрреализм и поэтические автопортреты, принесли ему известность в Марокко и остальном мире. Базнани делает преимущественно фотографии предметов быта, сцен и забавных ситуаций.

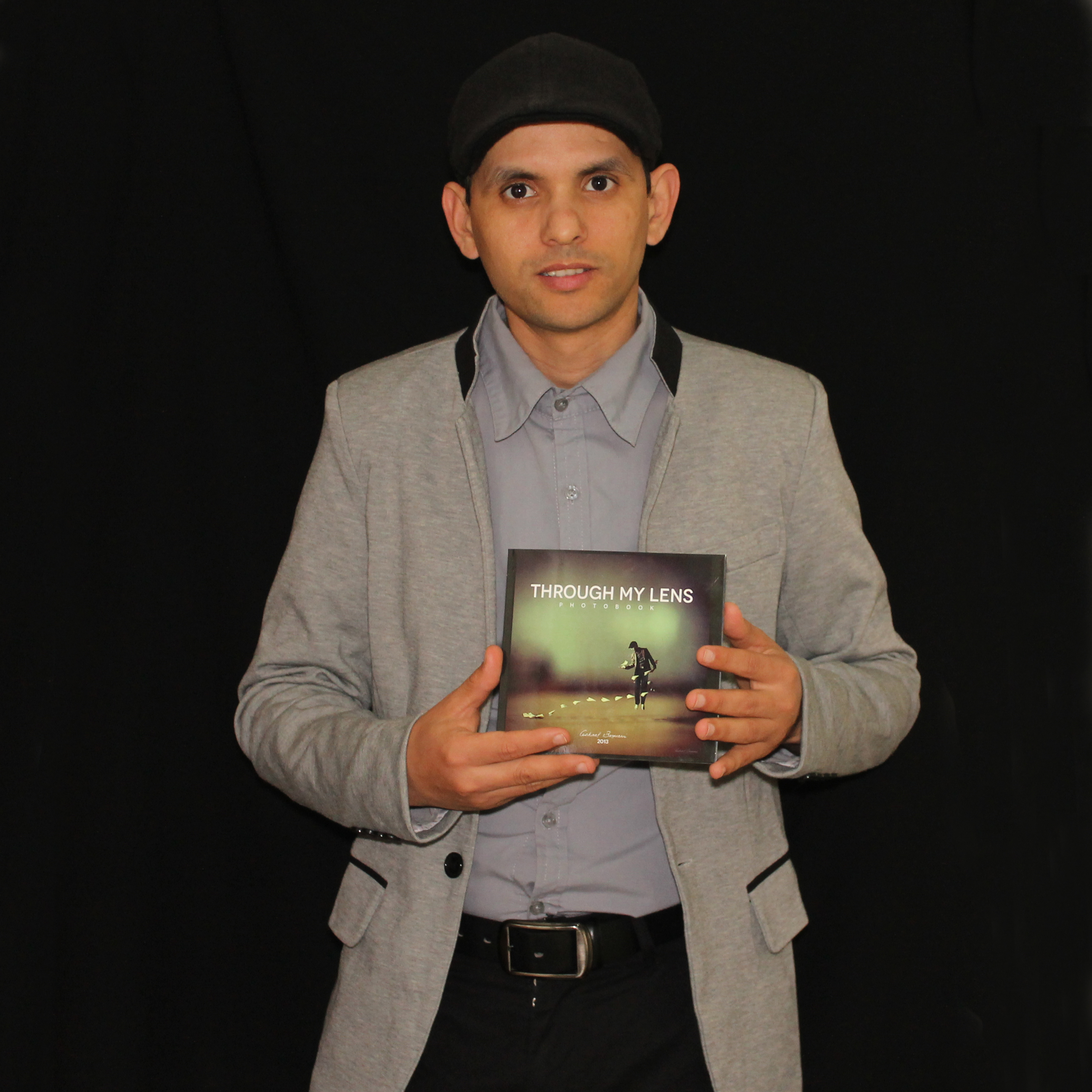
Ашраф Базнани

## Книги
- «Через мой объектив», фотокнига года, 2014, ISBN 978-1-5027-9338-6
- Inside my Dreams, книга по искусству, 2014, ISBN 978-1-5028-5658-6
- History of Surrealism. Edilivre, France 2018, ISBN 978-2-414-21510-2.

## Фильмы
- 2006: Марке
- 2007: Эмигрант
- 2009: Глаза

## Выставки
- 2021: The International Surrealism Now Exhibition, Figueira da Foz, Portugal
- 2020: "Corona Call" – Fotografie aus Afrika und Europa, Berlin
- 2020: NICHT MUSEUM ZEITGEMÄßER KUNST, Dresden
- 2019: Gender Equality World Campaign, International Photo Exhibition, Budapest, Ungarn
- 2018: Africa Photo Festival, New York
- 2018: On the Road, Cube Gallery, Patras, Greece
- 2017: Artmuc, München, Deutschland
- 2017: Fine Art, Blank Art Gallery, Athen, Griechenland
- 2017: Nordart, Büdelsdorf, Deutschland
- 2017: Biennale di Peschiera del Garda, Italien
- 2017: Colección Arte Al Límite, Sin Límites, Santiago, Chile
- 2016: International Surrealism Now, Coimbra, Portugal
- 2016: Park Art Fair International 2016, Triberg, Deutschland
- 2016: Männer, Gräfelfing, Deutschland

- 2015: Colour brust, PH21 Gallery, Budapest, Hungarie[16].
- 2015: Park Art Fair International, Триберг-им-Шварцвальд, Германия
- 2015: Gallery Globe, Adisson, Техас, США

### Обложки для журналов
- PH magazine, Canada, numéro 42, ISSN 19249424[17]
- FOTOdigital, Portugal, numéro 17
- Magazine, États-Unis, numéro 2[18]
- PicsArt, États-Unis, numéro 15[19]
- Mambo, Espagne, Édition spécial décembre 2014[20]
- One Shoot magazine, Mexique, номер 27
- Zarah magazine, États-Unis, октябрь 2014
- Art Reveal, Issue 5, June 2015
- Foto Cult, Issue 179, 2021

## Премии и награды
- 2006: Prix du meilleur réalisateur: au festival national du film éducatif à Casablanca. Марокко.[4]
- 2007: Prix du meilleur réalisateur: au festival national du film pédagogique à Casablanca. Марокко.[8]
- 2008: Prix du meilleur réalisateur: au festival national du court métrage amateur à Settat. Марокко.[8]
- 2008: Prix du meilleur réalisateur: au festival national des créateurs du court métrage à Casablanca. Марокко.[4]
- 2008: Prix du meilleur réalisateur: au festival du court métrage à Nador. Марокко.[4]
- 2009: Prix du meilleur réalisateur: au festival national du film éducatif à Fes. Марокко.[4]
- 2009: Prix du Jury : au festival international du film court et documentaire à Casablanca. Марокко.[21]
- 2009: Premier prix au festival du court métrage à la ligue arabe.[8][22][23]
- 2015: Deuxième Prix au Park Arts Fair d’Allemagne[24]

- 2017: Kunst Heute Award, Germany
- 2017: International Prize Galilei Galileo, Pisa, Italy
- 2017: Fine Art Photography Awards — Nominee Conceptual Category, London, UK
- 2017: 2nd Prize Winner, Silver Medal, 100 Arab Photographers Award, Germany
- 2018: JULIUS CAESAR IMPERATOR ART AWARD. Lecce, Italy
- 2018: Fine Art Photography Awards – Nominee in Conceptual, London, UK
- 2018: Moscow International Foto Awards – Honorable Mention
- 2018: 35Awards 2017, 100 Great Photographers, Top 70 Conceptual Photographer, Top 90 Conceptual Photo nomination
- 2018: PX3 – Prix de la photographie Paris, Honorable Mention [25]
- 2019: International Color Awards, Fine Art Nominee [26]